# 青森県道233号浅水南部線
青森県道233号浅水南部線（あおもりけんどう233ごう あさみずなんぶせん）は、青森県三戸郡五戸町から南部町に至る一般県道である（旧陸羽街道）。

## 概要
五戸町浅水字下平で国道4号（単独区間）から南西方向へ分岐し、青森県道218号栃棚手倉橋線交点からほぼ南方向へ進路を変え、手倉橋隧道を経由して南部町沖田面で国道4号（国道104号重複区間）に合流する。

### 路線データ
- 起点 : 三戸郡五戸町大字浅水[1]（国道4号交点）
- 終点 : 三戸郡南部町[1]（国道4号交点、南部町門前交差点）

## 歴史
- 1966年（昭和41年）5月10日 - 県道に認定される[1]。

## 地理

### 交差する道路
- 国道4号（三戸郡五戸町浅水、起点）
- 青森県道142号倉石五戸線（三戸郡五戸町浅水）
- 青森県道218号栃棚手倉橋線（三戸郡五戸町手倉橋）
- 国道4号（国道104号重複）（三戸郡三戸郡南部町沖田面、終点）

### 沿線の施設など
- 五戸町立南小学校（起点付近）
- 五戸町役場 浅水支所
- 浅水郵便局
- JA八戸 浅田グリーンセンター
- 五戸警察署 浅水交番
- 南部町立南部中学校